# Рапунцель (Дисней)
Рапунцель (англ. Rapunzel) — главная героиня 50-го по счёту полнометражного анимационного фильма студии Walt Disney Pictures «Рапунцель: Запутанная история» (2010) и его короткометражного мультфильма-сиквела «Рапунцель: Счастлива навсегда» (2012). В обоих появлениях героиня озвучена актрисой и певицей Мэнди Мур. В начале первого мультфильма маленькая Рапунцель была озвучена актрисой Делани Роуз Стейн. В российском прокате героиня была дублирована актрисой Викторией Дайнеко.
Входит в число диснеевских принцесс. Рапунцель — юная принцесса, похищенная матушкой Готель у короля и королевы, когда была ещё малюткой. У Рапунцель длинные (больше 21 метра) золотые волосы, зелёные глаза и коричневые брови. Фирменное розово-фиолетовое платье Рапунцель представляет собой традиционное немецкое платье-дирндль, только с более длинной юбкой. Ходит исключительно босиком. По национальности скорее всего немка.
Рапунцель является десятой принцессой Disney, а также первой принцессой Disney, чей фильм получил рейтинг PG (рекомендуется присутствие родителей) и первой принцессой Disney из трёхмерного мультфильма.

## Disney начинает разрабатывать персонажа

### Происхождение и концепция
В 1996 году, работая над «Тарзаном», аниматор Глен Кин начал думать об идее адаптации классической сказки братьев Гримм «Рапунцель» в очередной полнометражный мультфильм студии Disney.

### Волосы

Ранний концепт-арт Рапунцель

Рапунцель является третьей диснеевской героиней-блондинкой начиная с Авроры из мультфильма «Спящая красавица». Анимация волос Рапунцель при помощи компьютерной графики была признана как одна из самых сложных сторон в процессе разработки мультфильма «Рапунцель: Запутанная история». Длина золотистых волос Рапунцель — 70 футов (больше 21 метра), в них больше 100 000 отдельных локонов. Чтобы передать на экране движение волос, была разработана специальная программа Dynamic Wires. Раньше никому в анимации не доводилось рисовать такое количество волос, и ни одна главная героиня в истории кино не носила на голове такую роскошную причёску. Для создания ощущения живых волос съёмочная группа анимировала 147 моделей разной структуры, из которых в итоге получилось 140 000 отдельных прядей. При этом компьютерный инженер Келли Уорд (одна из трёх специалисток, работавших над созданием программы для прорисовки движений волос Рапунцель и других персонажей фильма) защитила диссертацию по компьютерной анимации волос и плотно занималась этим вопросом в течение последних 10 лет. Она считается одним из главных экспертов в этой области.

### Озвучивание
Изначально, бродвейская актриса Кристин Ченовет была выбрана на роль Рапунцель. Одновременно, хоть и ненадолго, режиссёры мультфильма взяли на роль актрису Риз Уизерспун, однако, она вскоре покинула проект, сославшись на творческие разногласия с кинорежиссёрами. После сотен прослушиваний, режиссёры наконец решили взять на роль актрису и певицу Мэнди Мур, потому что, согласно сорежиссёру мультфильма Байрону Ховарду, у неё «есть такая великая душа в голосе», а также «практическое качество девушки по соседству, что даёт ей всё на что можно надеяться в диснеевской героине». Роль Рапунцель в детстве была озвучена ребёнком-актрисой Делани Роуз Стейн.
Мур «выросла на диснеевских фильмах», описывая возможность озвучить мультфильм Disney было «пределом её мечтаний». Изначально, у неё были небольшие намерения прослушиваться на роль Рапунцель, поскольку актриса знала что будет большая конкуренция, и боялась что не пройдёт пробы.

## Фильмы

### Рапунцель: Запутанная история
Однажды беременная королева тяжело заболела, и чтобы её излечить, нужен был волшебный Золотой Цветок, исцеляющий от всех болезней и возвращающий молодость. Когда этот Цветок был найден, из него сварили зелье и напоили им больную королеву. Та выздоровела. Вскоре у них с супругом родилась дочь по имени Рапунцель.
Но не только королеве нужна была волшебная сила чудесного Цветка. Очень много лет женщина по имени Готель пользовалась магией растения, исполняя песню. Когда родилась Рапунцель, она пробралась в замок, чтобы вновь омолодиться. Матушка хотела отрезать прядь волос новорождённой в целях пользоваться ею, как цветком, однако вместо этого прядь потеряла силу и поменяла цвет со светлого на тёмный, поэтому Готель просто выкрала ребёнка и воспитала как собственную дочь, никогда не выпуская на улицу. Каждый год, в свой день рождения, Рапунцель видела в небе фонарики, и ей очень хотелось узнать, откуда они. Она не знала, что фонарики запускали настоящие её родители и жители королевства в надежде, что пропавшая принцесса вернётся.
Прошло 18 лет. Рапунцель выросла, а её волосы отросли до 21-го метра. Она всё ещё мечтала увидеть фонарики, но Готель всегда говорила, что внешний мир полон страшных и злых людей. Однажды в их башню забирается знаменитый вор королевства Флин Райдер. Рапунцель оглушает его сковородкой и связывает своими волосами, а когда он просыпается, предлагает ему сделку: он поможет ей выбраться из башни и покажет место, откуда выпускают летающие фонарики, и тогда она отдаст ему сумку с короной (Рапунцель нашла её, пока Флин был без сознания). Поначалу тот отказывается, но потом соглашается. По дороге они встречают разбойников, у каждого из которых в глубине души живёт мечта, спасаются от гвардейцев на старой дамбе, сражаются с Готель и её помощниками, и в конце концов обретают всё самое заветное.

### Рапунцель: Счастлива навсегда
В волшебном королевстве грандиозный праздник: Рапунцель идёт под венец! Все затаив дыхание ждут торжественной минуты. Но свадебная церемония грозит обернуться катастрофой: конь Максимус и хамелеон Паскаль теряют подвенечные кольца. У них остаётся всего несколько минут, чтобы найти потерянные кольца.
.

### Рапунцель: Дорога к мечте
Скоро должна состояться коронация Рапунцель, но она понимает, что ещё к этому не готова. Природная любознательность и желание увидеть мир, которого она была лишена в заточении, заставляют будущую принцессу вновь отправиться навстречу приключениям.

### Рапунцель: Новая история
Прошло полгода после событий мультфильма Рапунцель. Запутанная история. Совсем скоро должна состояться её коронация. Пока все во дворце готовятся к пышному торжеству, Рапунцель нужно усвоить множество жизненных уроков и разобраться с новыми для неё обязанностями Принцессы.

### Другие появления
Как и все другие персонажи мультфильмов Диснея, образ Рапунцель используется в сопутствующих товарах.
Рапунцель стала одной из главных героев игры «Tangled: The Video Game» для Nintendo Wii и Nintendo DS для Disney Interactive Studios, где является играбельным персонажем. Рапунцель и Флинн принимают участие в фигурных шоу Диснея на льду Dare to Dream и Treasure Trove..
Появилась на несколько секунд в фильме «Холодное сердце» (В одной из сцен песни «Впервые в этот вечер»).
Рапунцель появляется в специальном эпизоде мультсериала «София Прекрасная» «Заклятие амулета». Она — первая трёхмерная диснеевская принцесса, которая появляется в сериале, и здесь она вновь показана со своими длинными золотистыми волосами.
Появлялась в последнем сезоне сериала «Однажды в сказке» как бывшая личность мачехи Золушки Леди Тремейн (Габриэль Анвар).
Так же Рапунцель можно заметить в мультфильме «Ральф против интернета» (2018) в сцене со всеми принцессами. Позже, когда Ральф падал с Гугла, Рапунцель указала пальцем всем принцессам, что Ральфу нужна помощь от принцесс, Аврора сделала из двадцатиметровых волос в светящимися верёвками, но волосы Рапунцель чуть не потемнели, как в мультфильме «Рапунцель: Запутанная история». После всего этого она со всеми принцессами вернулась на сайт Oh My Disney.
Рапунцель появилась в видеоигре Kingdom Hearts III. Сора, Дональд Дак и Гуфи присоединяются к принцессе сразу после того, как Флин Райдер помог ей покинуть свою башню. Вместе они отправляются навстречу приключениям, расправляясь по дороге с Бессердечными.

## Отзывы
Евгений Нефёдов на сайте «World Art» пишет: «Рапунцель, ловко использующая уникальную (и прорисованную, заметим, с незаурядной скрупулёзностью) причёску, легко пополняет богатую галерею принцесс, которые обязательно, невзирая на все каверзы судьбы и происки злых мачех, добьются исполнения заветных желаний и выйдут замуж за избранника».
Оксана Нараленкова из «Российской газеты» резюмирует: «Рапунцель — персонаж запоминающийся, по-пацански озорная и по-девичьи хрупкая, „Барби с характером“, которая, безусловно, покорит всех девчонок от пяти до пятнадцати. Флин напоминает Робин Гуда со внешностью Кена и вместе они — идеальная пара».